# Antigo Oriente Próximo
O Antigo Oriente Próximo, ou Antigo Oriente, é o termo utilizado para denominar a região de onde apareceram as civilizações anteriores às clássicas, na região que atualmente se denomina Médio Oriente (Iraque, parte do Irã parte da Turquia, Síria, Líbano, Israel, Egito) no período que vai desde a Idade do Bronze, chegando até à expansão dos Persas no Século VI a.C.. O termo é amplamente usado pelos especialistas em arqueologia, História antiga e Egiptologia.
O termo é geralmente acompanhado a outros que dividem geograficamente a região:
- Mesopotâmia: inclui os modernos estados de Iraque e Irã.
- Levante: inclui os modernos estados de Israel, Jordânia, Líbano, Síria e os Territórios Ocupados Palestinos.
- Anatólia: inclui a parte asiática do moderno estado de Turquia.
- Egito: alguns acadêmicos tendem a excluir o Egito da área como uma entidade diferenciada, mas as intensas relações políticas, econômicas e culturais mantidas com toda área a partir do Segundo Milênio a.C. fazem desta segregação algo pouco comum.

## Antes do V milênio a.C.
- Nabta Plaia
- Sialk

## V milênio a.C.
- Merinde
- Badariense

## IV milênio a.C.
- Período pré-dinástico do Egito
- Gerze
- Lagaxe
- Suméria: Ur, Uruque, Kish
- Susa
- Civilização proto-Elamita

## III milênio a.C.
- Império Antigo
- Elão
- Umm an-Nar
- Império Acádio: Isin, Babilônia, Larsa
- Mari
- Amoritas
- Troia níveis I a V

## II milênio a.C.
- Império Médio
- Império Novo
- Babilônia
- Assíria
- Iamade
- Hititas
- Mitani
- Ishuwa
- Quizuatena
- Mari
- Hurritas
- Luvitas
- Levante: Ugarite, Cadexe, Megido, Reino de Israel e Judá, Arzaua, Luca, Troia níveis VI a VII.